# TM 1517

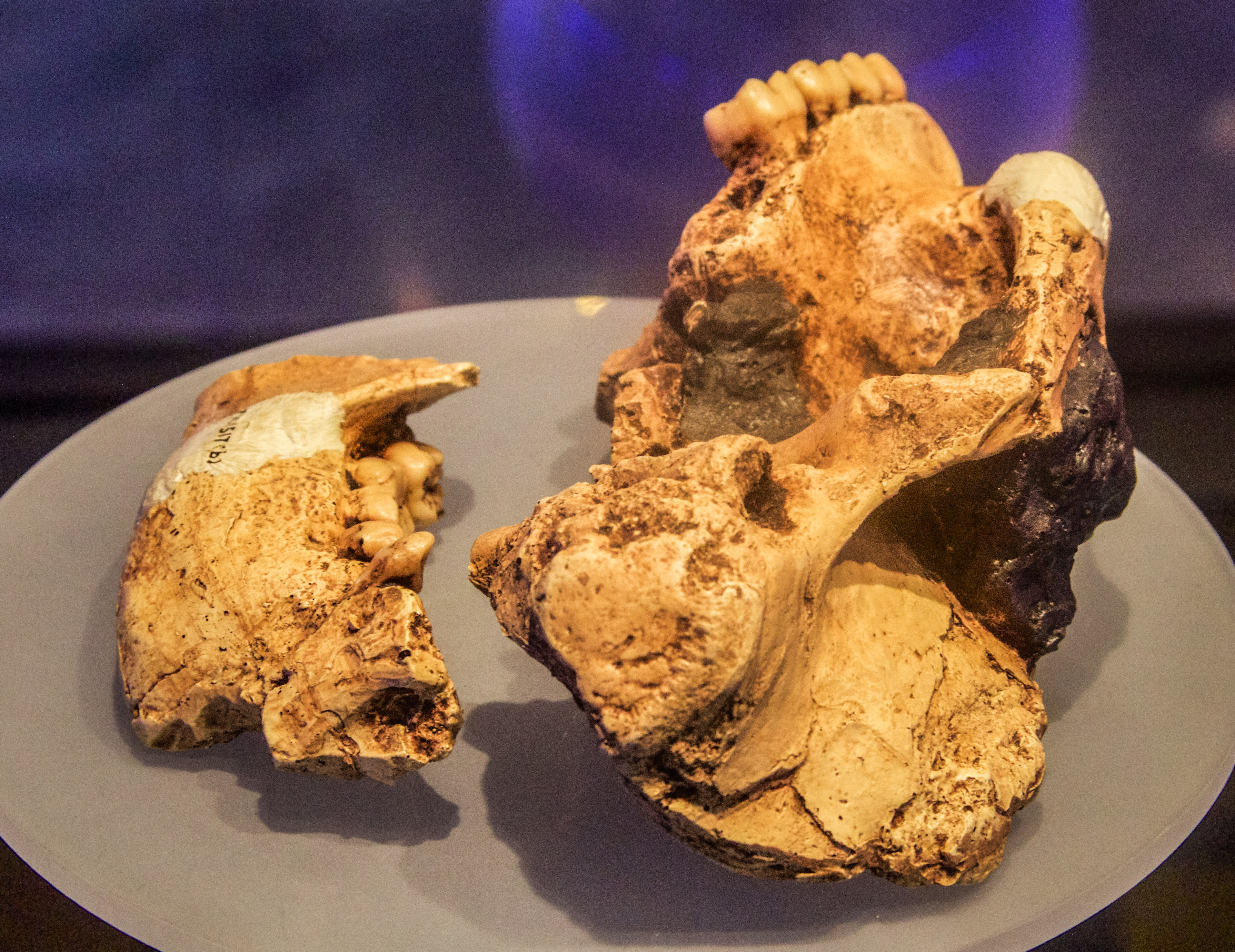
TM 1517

TM 1517 è un insieme di fossili riferiti ad un ominide della specie Paranthropus robustus, di cui ne rappresenta l'olotipo, datati a circa 2 milioni di anni fa, scoperto a Kromdraai, in Sudafrica nel 1938 dallo studente Gert Terblanche, e proposto come appartenente a una nuova specie da Robert Broom.

## Descrizione
Dell'ominide inizialmente furono scoperti il cranio (TM 1517a) e la mandibola (TM 1517b); poco dopo nelle vicinanze del sito furono ritrovati un omero distale (TM 1517g), un'ulna prossimale (TM 1517e) e una falange alluciale distale (TM 1517k), associati all'olotipo. 
Le sue caratteristiche includono tubi auricolari ossei posizionati sotto il piano degli zigomi, più simili a quelli degli esseri umani che a quelli delle scimmie, e un forame magno in posizione anteriore che indica una postura più eretta rispetto alle scimmie africane. Rispetto al genere Australopithecus, l'ominide doveva essere leggermente più grande, più robusto, con una faccia piatta e denti più grandi.
Studi del 2020 hanno dimostrato l'antichità in termini evolutivi, di quest'esemplare di Australopithecus, più simile alle grandi scimmie che all'uomo.